# Флаг Троснянского района
Флаг муниципального образования Тро́снянский райо́н Орловской области Российской Федерации.
Флаг утверждён 25 ноября 2010 года и внесён в Государственный геральдический регистр Российской Федерации с присвоением регистрационного номера 6519.
Флаг муниципального образования Троснянский район является официальным символом Троснянского района.

## Описание
«Полотнище красного цвета с отношением ширины к длине 2:3, несущее посередине фигуры герба — сноп за которым скрещённые мечи, по сторонам дубовые листья и вверху три пчелы, воспроизведённые жёлтым, белым, серым и оранжевым цветами».

## Обоснование символики
Флаг разработан на основе герба Троснянского района и отражает исторические, культурные, социально-экономические, национальные и иные местные особенности и традиции.
Сноп — символ сельскохозяйственной направленности района. Сноп — символ единства, силы, будущего. 8 видимых в снопе колосков — символ 8-ми сельских поселений составляющих единый район.
Перекрещённые мечи и красное поле — символ ратной славы. В начале июля 1943 года на Соборовском поле, что на границе Курской и Орловской областей состоялся крупнейший бой в истории Курско-Орловской битвы Великой Отечественной войны — с обеих сторон в нём участвовало до полумиллиона человек.
Дубовые листья — символизируют многочисленные дубравы района. Символика дуба многозначна. Дуб — символ стойкости, крепости, долговечности, твёрдости в вере, защиты.
Пчёлы — символизируют трудолюбие жителей района, их сплочённость и взаимовыручку.
Три пчелы, три листика дуба не случайны на флаге района. Символика числа «три» многозначна:
— символ Троицы, триединства;
— символ совершенства (включает нечётное и чётное число, 1+2);
— символ законченности: оно имеет начало, середину и конец.
Красный цвет — символ мужества, жизнеутверждающей силы, труда, красоты и праздника.
Белый цвет (серебро) — символ чистоты, совершенства, божественной мудрости, благородства, мира.
Жёлтый цвет (золото) — символ богатства, урожая, прочности, интеллекта.